# بطل (من الأفضل الاتصال بسول)
«بطل» (بالإنجليزية: Hero)‏ هي الحلقة الرابعة للموسم الأول من مسلسل إيه إم سي التلفزيوني الدرامي من الأفضل الاتصال بسول، المسلسل يُعتبر بادئة من مسلسل اختلال ضال. تم بث الحلقة في 23 فبراير 2015 على قناة إيه إم سي بالولايات المتحدة. خارج الولايات المتحدة، تم عرض الحلقة لأول مرة على خدمة البث نتفليكس في عدة بلدان.

## الإنتاج
تمت كتابة الحلقة من قبل المنتجة المشرفة جينيفر هاتشيسون، والتي كانت أيضًا كاتبة ومنتجة في مسلسل اختلال ضال. أخرجها كولين باكسي، الذي أخرج أربع حلقات من مسلسل اختلال ضال. هذه هي الحلقة الأولى ترتيبًا زمنيًا التي استخدم فيها اسم سول غودمان.

## الاستقبال
عند بثها، تلقت الحلقة 2.87 مليون مشاهد أمريكي، ونسبة 18-49 من 1.4.

## وصلات خارجية
- «بطل» على إيه إم سي (بالإنجليزية)
- «بطل» على قاعدة بيانات الأفلام على الإنترنت (بالإنجليزية)